# Glogovác

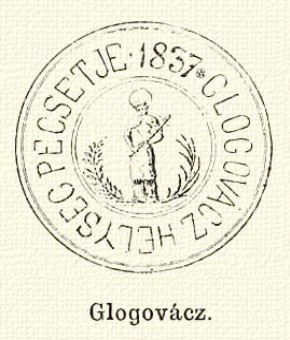
Glogovác község pecsétje 1837-ből

Glogovác, 1910 és 1918 között Öthalom (románul Vladimirescu, 1947-ig Glogovăți, németül Glogowatz) falu Romániában, Arad megyében.

## Fekvése
Aradtól 3 km-re keletre fekszik.

## Nevének eredete
A Glogovác név 18. századi szerb névadás eredménye (Koszovóban is található egy Glogovac nevű helység). Első említése 1752-ből való. A glogov 'galagonya, tüskés bokor' szóból származik. Az Öthalom nevet az Országos Községi Törzskönyvbizottság 1907-ben állapította meg, a község kifejezett tiltakozása ellenére, a következő indoklással: "a történelmi emlékű Öthalom közelében fekszik". A keleti határában lévő kurgánokra utal. A második világháború után románul az 1821-es havasalföldi felkelés vezetőjéről, Tudor Vladimirescuról nevezték el.

## Története
A mai falutól egy kilométerre délnyugatra, a Die Schanzennek (La Cetate) nevezett helyen állt Arad (Orod) első vára, a 10. századból való földvár, Szent István uralkodásától kezdve vármegyei székhely. Trapéz alakú volt, nyugati oldala 90–100, a keleti 120, az északi és déli kb. 160 méter hosszú. Sáncai északnyugaton 3,5–4, keleten egy–másfél méter magasan maradtak meg. A mára feltöltődött várárok 8–12 méter széles volt. Helyén korábban, már a hallstatti korban is emberi település létezett. Az itt tartott 1131-es gyűlésen II. (Vak) Béla támogatói fölkoncolták azt a 68 főurat, akikről feltételezték, hogy részük volt Béla megvakíttatásában, és a trónkövetelő Borisz mellett állnak. Ugyancsak II. Béla uralkodása alatt, talán 1135-ben alapították az aradi káptalant, melynek templomát a mai római katolikus templom mellett található rommal azonosítják. Ez eredetileg 59,5 méter hosszú, kereszthajós bazilika volt, hasonló saját korának apátsági templomaihoz és püspöki székesegyházaihoz. A 15. században négy mellékoltára volt. 1177 előtt maga a vár is a prépostság tulajdona lett.  Ekkor, III. Béla uralkodása alatt harminc faluban, három tömbben rendelkezett birtokokkal, a környékbeli megyéken kívül Erdélyben és a Dunántúlon is. 1229-től 1552-ig hiteleshelyi tevékenységet folytatott. 1183-ban a marosi sószállítás egyik állomása volt. 1552-ben a törökök elfoglalták, és nem sokkal később palánkvárat építettek a középkorban kifejlődött Arad mezővárosban, a mai város helyén.
A 18. század elején a mai falu déli részén szerb lakosságú település jött létre, amelyet beillesztettek a határőrség szervezetébe. 1702-ben 33, valószínűleg rác határőr állomásozott itt. 1756-ban a szerbeket elköltöztették és 24 német családot telepítettek le, akik főként Würzburg és Bamberg környékéről érkeztek. Az Orosz Birodalom területén létrehozott Új-Szerbiába költözött szerbek a tartomány keleti részén Glogovac néven alapítottak új települést (a mai Koszivka, a Kirovohradi területen). 1765 és 1771 között 167 német család érkezett a Habsburg Birodalom különböző részeiből, majd 1779 és 1806 között újabb 371 fő. 20. századi német nyelvjárásában a rajnai frank nyelvjárási eredet volt kimutatható. A korábbi szerb falu kanyargós utcái mellett egy sakktáblás elrendezésű új falurész épült ki – a kettő ma is elkülöníthető. 1810-ben 1775 katolikus német lakta. Az ortodox egyház anyakönyve 1832-től kezdve maradt fönn, akkor még csak 175 román lakosa volt. A glogováci németek a 19. században telepes rajokat is kibocsátottak, 1785-ben részt vettek Újpaulis, 1846-ban Fakert, 1854-ben Szentleányfalva, 1883-ban Szapáryliget és Simonyifalva benépesítésében. Hivatali nyelve 1830-ig a latin, 1830-tól 1849-ig a magyar, 1849-től 1881-ig a német, 1881-től 1918-ig ismét a magyar nyelv volt. A római katolikus népiskolában 1899-ben magyar tannyelvű osztály indult.
1863-ban megépült a vasút, de északról két km-rel elkerülte a falut. Később a vasútállomás mellett új településrész jött létre, amely máig sem épült össze a falumaggal. 1906-ban megépült a falut Araddal összekötő, később villamosított helyiérdekű vasút is. 1879-ben gyógyszertár nyílt benne.
Gazdálkodása mintaként szolgált a környék falvai számára. A változatlanul a kincstár tulajdonában lévő szántóföldeket a német gazdák haszonbérbe vették ki. A szemes gabona mellett az aradi piacra burgonyát és káposztát termesztettek, de lovat és szarvasmarhát is tenyésztettek. 1905-ben 7514 kataszteri holdas határából 5672 hold volt szántó, 654 erdő és 449 kert. 1902-ben takarékpénztárat alapítottak (Erste Glogowatzer Sporkasse).
A 20. század első éveiben a szegényebb glogováciak előbb Németországban próbáltak munkát keresni, majd különösen 1904 és 1906 ill. 1921 és 1924 között jelentőssé vált körükben a kivándorlás az Egyesült Államokba, főként New Yorkba és Chicagóba.
1945. január 14-én a 17 és 45 év közötti német férfiakat és a 18 és 32 év közötti nőket a Szovjetunióba hurcolták, ahol 59-en életüket vesztették. 1945 és 1948 között a svábok elkobzott birtokaira kb. 1000 román telepest költöztettek be.
A szocializmus évtizedeiben, 1988-ig német lakosságának már kb. kétharmada kitelepült Németországba. 1978-ban Münchenben rendezték a faluból elszármazottak első találkozóját.
Ma Arad agglomerációjához tartozik.

## Lakossága
1848-ban 3130 lakosa volt, 2674 római katolikus és 432 ortodox vallású.

1900-ban 4616 lakosából 4076 volt német, 410 román és 120 magyar anyanyelvű, 4181 római katolikus és 407 ortodox vallású. 54%-uk tudott írni és olvasni, a nem magyar anyanyelvűek 8%-a beszélt magyarul.

2002-ben 6355 főből 5706 román, 295 magyar, 181 német és 127 cigány nemzetiségű; 5047 ortodox, 389 pünkösdista és 389 római katolikus vallású.

## Látnivalók
- A falutól 200 méterre keletre, egymás mellett álló öt domb (népvándorláskori kurgán) közül az egyikre 1854-ben kápolnát építettek, amelyhez kálvária vezet.
- Nepomuki Szent János barokk szobra. A szent egy kis posztamensen áll.
- A falu délnyugati csücskében állnak középkori prépostsági templomának szerény romjai.
- Két katolikus temploma közül a plébániatemplom 1767-ben, az ún. kistemplom 1889-ben épült.

## Híres emberek
- Itt született 1904-ben Mándy Laura festőművész.
- Itt született a román labdarúgó válogatott klasszisa, Dennis Man.